# Identité de Glennie
En mathématiques, l'identité de Glennie est une identité spéciale pour les algèbres de Jordan : cela signifie qu'elle est satisfaite dans les algèbres de Jordan spéciales mais pas dans toutes les algèbres de Jordan. Plus précisément, une identité de Jordan est un polynôme de Jordan qui s'annule dans toutes les algèbres de Jordan spéciales mais pas dans toutes les algèbres de Jordan. Le polynôme qui est maintenant connu sous le nom d'identité de Glennie, mis en évidence par Charles M. Glennie, est apparu pour la première fois dans sa thèse de doctorat à l'université Yale en 1963, dirigée par Nathan Jacobson.

## Définition formelle
Soit • le produit dans une algèbre de Jordan spéciale A. Pour tous X, Y, Z dans A, on définit leur produit triple de Jordan par
{X, Y, Z} = X•(Y•Z) − Y•(Z•X) + Z•(X•Y).
Alors l'identité suivante, appelée identité de Glennie et souvent notée G8, est satisfaite :
2{{Z, {X,Y,X}, Z}, Y, Z•X} – {Z, {X, {Y,X•Z,Y}, X}, Z} = 2{X•Z, Y, {X, {Z,Y,Z}, X}} – {X, {Z, {Y,X•Z,Y}, Z}, X}.
Il est facile de trouver des éléments X, Y et Z dans les algèbres d'Albert pour lesquels cette égalité est fausse.